# 644 г. пр.н.е.

## Събития

### В Азия

#### В Асирия
- Цар на Асирия е Ашурбанипал (669/8 – 627 г. пр.н.е.).[1]
- Цар Кандалану (648/7 – 627 г. пр.н.е.) управлява Вавилон като подчинен на асирийския цар.[2]
- По време на завръщането си от арабския поход, Ашурбанипал напада главното предградие на град Тир, носещо името Ушу и го разграбва. Вероятно по това време той превзема град Акку и отвежда от него някои мъже, които присъединява към армията си.[3]

#### В Лидия
- Около 645/4 г. пр.н.е. кимерийците нахлуват в Лидия. Това събитие което води до смъртта на цар Гигес (ок. 680 – 645/4 г. пр.н.е.) и възкачването на трона на неговия син Ардис II.[4][5]

### В Африка

#### В Египет
- Псаметих (664 – 610 г. пр.н.е.) е фараон на Египет.[6][7]

### В Европа
- В Гърция се провеждат 34-те Олимпийски игри:
  - Победител в дисциплината бягане на разстояние един стадий става Стомас от Атина.[8]

## Починали
- Гигес, цар на Лидия (ок. 680 – 645/4 г. пр.н.е.)